# Tom Schuler
Tom Schuler (* 28. November 1956 in Detroit) ist ein ehemaliger US-amerikanischer Radrennfahrer und heutiger Radsporttrainer.
In seiner Amateurzeit gewann Tom Schuler rund 100 Rennen, darunter 1979 das Fitchburg Longsjo Classic. 1985 wurde er Profi und gehörte zu den ersten sieben Mitgliedern des Radsportteams 7-Eleven, für das er auch als Trainer und Teammanager tätig war. 1987 wurde er US-amerikanischer Meister im Straßenrennen.
Von 1991 bis 2003 war Schuler Sportlicher Direktor des Saturn Cycling Teams. Heute besitzt er eine eigene Sportmanagement-Firma, die mehrere Radsportteams betreut.
2005 wurde Tom Schuler in die United States Bicycling Hall of Fame aufgenommen.